# Indywidualne Mistrzostwa Szwecji na Żużlu 1980
Indywidualne Mistrzostwa Szwecji na Żużlu 1980 – cykl turniejów żużlowych, mających wyłonić najlepszych żużlowców szwedzkich. Tytuł wywalczył Jan Andersson (Kaparna Göteborg). 

## Finał
- Eskilstuna, 23 sierpnia 1980

| Msc. | Zawodnik             | Klub                 | Pkt   |  |  |
| ---- | -------------------- | -------------------- | ----- |  |  |
| 1    | Jan Andersson        | Kaparna Göteborg     | 13 +3 |  |  |
| 2    | Börje Klingberg      | Örnarna Mariestad    | 13 +2 |  |  |
| 3    | Hans Danielsson      | Lejonen Gislaved     | 12    |  |  |
| 4    | Bo Wirebrand         | Njudungarna Vetlanda | 11    |  |  |
| 5    | Bernt Persson        | Smederna Eskilstuna  | 11    |  |  |
| 6    | Conny Samuelsson     | Njudungarna Vetlanda | 10    |  |  |
| 7    | Tommy Nilsson        | Getingarna Sztokholm | 10    |  |  |
| 8    | Stefan Salmonsson    | Lejonen Gislaved     | 9     |  |  |
| 9    | Gert Carlsson        | Smederna Eskilstuna  | 6     |  |  |
| 10   | Lillebror Johansson  | Indianerna Kumla     | 6     |  |  |
| 11   | Karl Erik Claesson   | Örnarna Mariestad    | 4     |  |  |
| 12   | Bengt Jansson        | Skepparna Västervik  | 4     |  |  |
| 13   | Lars Rosberg         | Lejonen Gislaved     | 4     |  |  |
| 14   | Börje Ring           | Vargarna Norrköping  | 3     |  |  |
| 15   | Peter Johansson      | Piraterna Motala     | 1     |  |  |
| 16   | Rolf Sundberg        | Vargarna Norrköping  | 1     |  |  |
|      | rez. Richard Hellsén | Getingarna Sztokholm | 1     |  |  |